# Eike Iken
Eike Iken (* 1991 in Wilhelmshaven) ist ein deutscher Koch.

## Werdegang
Nach der Ausbildung im Restaurant Apicius bei Tim Extra in Bad Zwischenahn (ein Michelinstern) folgten Stationen in Gourmet-Restaurants in Deutschland und Österreich. Dann war er Souschef im Gourmet-Restaurant Votum in Hannover bei Benjamin Gallein (zwei Michelinsterne).
Im Oktober 2023 öffnete er sein eigenes Restaurant Petit Amour in Hamburg; seine Partnerin Monique Lingg ist Gastgeberin des Restaurants. 2024 wurde das Restaurant mit einem Michelinstern ausgezeichnet.

## Auszeichnungen
- 2024: Ein Michelinstern für das Restaurant Petit Amour in Hamburg[3]